# Puente de la Fica
El puente de la Fica es un puente de la ciudad de Murcia (Región de Murcia, España) que comunica el murciano Polígono Infante Juan Manuel con el barrio de Vistabella a través del cauce urbano del río Segura. 

## Historia
Recibe el nombre de la Fica al situarse al lado de donde se encontraba la Feria Internacional de la Conserva y Alimentación (FICA), espacio donde actualmente se levanta el Auditorio y Centro de Congresos Víctor Villegas.
Se trata del tercer puente en antigüedad de la ciudad (tras el Puente de los Peligros -siglo XVIII- y el Puente Nuevo -siglo XIX-).
El proyecto y la maqueta nacen en 1965 ante el crecimiento de los barrios meridionales de la ciudad y el problema circulatorio en esa zona alejada de los dos únicos puentes existentes en la época. Fue construido por el antiguo MOPU (Ministerio de Fomento) entre 1967 y 1969, aprovechando el nuevo encauzamiento del tramo urbano del río Segura que afectó a esa zona.

## Arquitectura
Es un puente de vigas de hormigón armado sin pilares intermedios (el primer puente en Murcia que no contaba con ellos), lo que permite que no se produzcan estancamientos de cañas y residuos en épocas de inundaciones, algo habitual en el río Segura.
Abierto a la circulación en doble sentido, dispone de tres carriles para un sentido y dos para el contrario, algo que permite que hoy sea uno de los puentes con más densidad de tráfico de la ciudad al comunicar dos avenidas con gran tránsito, la Avenida Primero de Mayo y la Ronda Sur. 